# Saulzet-le-Froid
Saulzet-le-Froid é uma comuna francesa na região administrativa de Auvérnia-Ródano-Alpes, no departamento Puy-de-Dôme. Estende-se por uma área de 28,5 km². Em 2010 a comuna tinha 285 habitantes (densidade: 10 hab./km²).